# ويل غريغ
ويل غريغ (بالإنجليزية: Will Grigg)‏ (و. 1991  م) هو لاعب كرة القدم، من المملكة المتحدة، ولد في سوليهل، شارك في بطولة أمم أوروبا لكرة القدم 2016، يلعب كمهاجم.

## مسيرته الكروية
لعب ويل غريغ خلال مسيرته الاحترافية مع 5 أندية في ثلاثة عشر موسمًا وسجل خلالها 108 هدف ضمن 348 مباراة. ولم يفز بأي موسم بالكأس أو بالدوري.
خاض ويل غريغ مسيرته مع نادي والسول في موسم 2008–09 ليلعب معه خمسة مواسم، مشاركًا في 99 مباراة سجل خلالها 27 هدفًا. ثم انتقل إلى نادي برينتفورد في موسم 2013–14 لمدة موسم واحد، حيث شارك في 34 مباراة سجل خلالها 4 أهداف. لينتقل بعدها إلى نادي ميلتون كينز دونز في موسم 2014–15 لمدة موسم واحد، مشاركًا في 44 مباراة سجل خلالها 20 هدف. ثم انتقل إلى نادي ويغان أتلتيك في موسم 2015–16 ليلعب معه أربعة مواسم، مشاركًا في 133 مباراة سجل خلالها 52 هدفًا. هذا وانتقل لاحقًا إلى نادي سندرلاند في موسم 2018–19 ولمدة موسمين، مشاركًا في 38 مباراة سجل خلالها 5 أهداف.

## وصلات خارجية
- ويل غريغ على موقع الاتحاد الأوربي (الإنجليزية)
- ويل غريغ على موقع إي إس بي إن إف سي (الإنجليزية)
- ويل غريغ على موقع قاعدة بيانات كرة القدم.إي يو (الإنجليزية)
- ويل غريغ على موقع ليكيب (الفرنسية)
- ويل غريغ على موقع ناشيونال فوتبول تيمز (الإنجليزية)
- ويل غريغ على موقع Soccerbase.com (لاعب) (الإنجليزية)
- ويل غريغ على موقع Soccerway.com (الإنجليزية)
- ويل غريغ على موقع عالم كرة القدم.نت (الإنجليزية)
- ويل غريغ على موقع AS.com (الإسبانية)

- Will Grigg profile at the official ويغان أتلتيك website
- Will Grigg profile at the official الاتحاد الأيرلندي لكرة القدم website